# Jean-François Balmer
Jean-François Balmer (* 18. April 1946 in Valangin, Kanton Neuchâtel, Schweiz) ist ein französisch-schweizerischer Theater- und Filmschauspieler, der vor allem in Frankreich wirkt.

## Leben
Balmer übte zunächst verschiedene Gelegenheitsarbeiten aus, so arbeitete er unter anderem als Kellner und Bergführer. Er studierte Wirtschaftswissenschaften an der École supérieure de commerce in Neuchâtel und von 1969 bis 1973 unter anderem mit Isabelle Adjani und Jacques Villeret Schauspiel am Conservatoire national supérieur d’art dramatique in Paris. Es folgten in den 1970er-Jahren kleine Rollen in Film und Fernsehen; sein Leinwanddebüt gab er 1973 in Kommando R.A.S. von Yves Boisset, in dem er mit seinem ehemaligen Kommilitonen Jacques Weber vor der Kamera stand. Unter Weber gab Balmer zudem sein Theaterdebüt, so spielte er unter seiner Regie 1973 im Stück Scapins Streiche.
Im Jahr 1977 war Balmer in der Rolle des Waldeck in Alain Corneaus Lohn der Giganten an der Seite von Yves Montand zu sehen. Für seine Rolle des ermittelnden Polizisten in einem dubiosen Todesfall wurde er 1978 für einen César als bester Nebendarsteller nominiert. Es folgten zahlreiche weitere Nebenrollen in Film und Fernsehen, unter anderem unter der Regie von Claude Chabrol und Philippe de Broca, ehe er 1984 in Jacques Brals Polar – Ein Detektiv sieht schwarz erstmals die Hauptrolle in einem Film übernahm. In der Fernsehserie Spionin wider Willen war Balmer 1988 als Colonel Malone zu sehen; im Mehrteiler Die Französische Revolution übernahm er 1989 die Rolle des Königs Ludwig XVI. Balmer trat in mehr als 120 Filmen auf. Zudem spielt er regelmäßig Theater. Drei Mal wurde er für einen Molière als bester Hauptdarsteller nominiert: 1997 für seine Rolle in Le faiseur, 2001 für Novecento sowie 2011 für Henri IV, le bien aimé. Balmer wurde 2004 zum Ritter der Ehrenlegion und zum Commandeur des Arts et Lettres ernannt.
Balmer ist seit 1987 mit der Schauspielerin und Szenenbildnerin Françoise Petit verheiratet.

## Filmografie (Auswahl)
- 1974: Das wilde Schaf (Le mouton enragé)
- 1975: Angst über der Stadt (Peur sur la ville)
- 1977: Lohn der Giganten (La menace)
- 1978: Die Waldläufer (Le passe-montagne)
- 1979: Mädchenjahre (L’adolescente)
- 1979: Der Coup von Nizza (Les égouts du paradis)
- 1979: Der Windhund (Flic ou voyou)
- 1980: Ein Blatt Liebe (Un page d' amour)
- 1981: Schnee (Neige)
- 1981: Eine merkwürdige Karriere (Une étrange affaire)
- 1982: Damenwahl – Männerjagd (Le quart d'heure américain)
- 1983: Der Buschpilot (L’Africain)
- 1984: Eine Liebe von Swann (Un amour de Swann)
- 1984: Polar – Ein Detektiv sieht schwarz (Polar)
- 1984: Großstadthölle – Gehetzt und gejagt (Les fauves)
- 1984: Das Blut der Anderen (Le sang des autres)
- 1985: Das Attentat (Urgence)
- 1986: Golden Eighties
- 1989: Die Französische Revolution (La révolution française)
- 1991: Madame Bovary
- 1992: Diên Biên Phú – Symphonie des Untergangs (Diên Biên Phu)
- 1994: Das Licht der erloschenen Sterne (La lumière des étoiles mortes)
- 1996: Beaumarchais – Der Unverschämte (Beaumarchais, l’insolent)
- 1997: Das Leben ist ein Spiel (Rien ne va plus)
- 1999: Die wiedergefundene Zeit (Le temps retrouvé)
- 1999–2015: Boulevard du Palais (TV-Serie, 54 Folgen)
- 2000: Die Schule der verlorenen Mädchen (Saint-Cyr)
- 2000: Deutschlandspiel (TV)
- 2001: Belphégor (Belphégor, le fantôme du Louvre)
- 2003: Die Bestechlichen 3 – Rückkehr eines Gauners (Ripoux 3)
- 2006: Geheime Staatsaffären (L’ivresse du pouvoir)
- 2006: Tödliche Diamanten (Un printemps à Paris)
- 2008: Merde (Regie: Leos Carax), Teil des Episodenfilms Tokyo!
- 2009: Lucky Luke
- 2010: Mumu
- 2012: In ihrem Haus (Dans la maison)
- 2015: Cosmos
- 2016: Dieumerci!
- 2024: The Worst Man in London (O Pior Homem de Londres)